# 11657 Antonhajduk
11657 Antonhajduk este un asteroid din centura principală de asteroizi.

## Descriere
11657 Antonhajduk este un asteroid din centura principală de asteroizi. A fost descoperit pe 5 martie 1997 la Modra de Adrián Galád și Alexander Pravda. Asteroidul prezintă o orbită caracterizată de o semiaxă mare de 2,29 ua, o excentricitate de 0,19 și o înclinație de 2,6° în raport cu ecliptica.